# 三堡乡 (吐鲁番市)
三堡乡，又名阿斯塔那乡（維吾爾語：ئاستانە يېزىسى‎，拉丁维文：Astane Yëzisi），是中华人民共和国新疆维吾尔自治区吐鲁番市高昌区下辖的一个乡镇级行政单位。

## 地理
2023年7月16日19时，三堡乡气象站测得气温52.2℃，突破该气象站历史同期极值（2017年7月10日18时03分三堡乡50.6℃）。两天后，7月18日美國總統氣候特使約翰·克里访问北京與中国总理李强会见記者，克里談及两天前三堡乡52.2℃令李强詫异，插话质询这是官方气象报告还是小报报导，是地面读数还是空中读数。

## 行政区划
三堡乡下辖以下地区：
台藏村、英吐尔村、阿瓦提村、曼古布拉克村和园艺村。

## 全国重点文物保护单位
- 高昌故城